# 杨佩瑾
杨佩瑾（1935年7月26日—），男，浙江诸暨人，中国作家，江西省文学艺术界联合会原主席，江西省作家协会原主席、名誉主席。